# Центральний стадіон (Гомель)
Центральний — футбольний стадіон в Гомелі, Білорусь. Є домашнім стадіоном ФК Гомель — учасника Вищої ліги Чемпіонату Білорусі з футболу.

## Історія

### Будівництво та ранні роки
На території сучасного стадіону в кінці XIX століття був пустир, на місці якого згодом розташовувалися іподром та стайні. Трохи пізніше на місці іподрому був побудований велотрек, що належав пожежному товариству Гомеля. Сам же комплекс включав в себе не тільки трек, але і амфітеатр та площу.
У 1920-і роки в Гомелі важливою подією стало відкриття стадіону для футбольної команди «Залізничник». Стадіон будувало спортивне товариство «Динамо». У стадіону було багато назв: «Шкільний», «Спартак», «імені Кірова», «Гомсільмаш».
Цікавий випадок стався в 1930-х роках: радянський пілот робив аерофотозйомку міста, і випадково в кадр потрапив стадіон. Територія в той час вважалася секретним об'єктом, пілота звинуватили в шпигунстві і розстріляли.

### Перший матч на «Центральному»
В 2004 році був проведений безкоштовний матч з вітебським «Локомотивом». У той час на стадіоні не було західної трибуни і територію будівництва закривали флагштоками. На матчі була серйозна тиснява, міліції доводилося встановлювати додаткові кордони.

## Структура стадіону
Після реконструкції 2003–2006 років стадіон вміщує 14 307 глядачів, має три криті трибуни і відповідає вимогам УЄФА, що дозволяє проводити на ньому матчі Ліги Чемпіонів і офіційні ігри збірної Білорусі. Розмір поля становить 105×68 метрів.
На стадіоні встановлено підігрів, електронне інформаційне та відео табло розмірами 10×6 метрів, над стадіоном знаходяться освітлювальні щогли.
Стадіон розташовується на площі Повстання, неподалік від міського цирку та поруч зі швейною фабрикою «8 березня».